# Simfy
Simfy Music était un service d'abonnement musical disponible en Allemagne, en Autriche et en Suisse. Il était disponible en tant que site web et comprenait également des clients pour iPhone, Android, et BlackBerry qui peuvent lire de la musique en streaming ou des morceaux de cache pour une lecture hors ligne. Le service web a également offert un client multiplate-forme basé sur Adobe Integrated Runtime. 
Le 1er mai 2015, Simfy a changé son catalogue de musique. Le site officiel ne nombre désormais qu'un message indiquant que Simfy continue d'offrir un nombre limité de chansons et redirige tous les utilisateurs vers Deezer. Selon Bundesanzeiger, la société est en liquidation depuis avril 2015. 